# Say What You Will - Live
Say What You Will - Live è un live album dei Fastway pubblicato nel 1991 per l'Etichetta discografica Receiver Records.

## Tracce
1. Easy Living – 3:08
2. Say What You Will – 3:35
3. The World Waits For You – 4:50
4. Waiting For The Roar – 4:13
5. Girl – 4:07
6. Steal The Show – 3:32
7. All Fired Up – 2:40
8. Kill Me With Your Heart – 4:49
9. Feel Me Touch Me – 4:24
10. Sex Booze & Rock & Roll – 5:45

## Formazione
- Dave King - voce, chitarra
- "Fast" Eddie Clarke - chitarra
- Don Airey - tastiera
- Charlie McCracken - basso
- Jerry Shirley - batteria